# Varda (Čabulja)
Varda je jedan od planinskih vrhova planine Čabulja. Vrh Varde je u Donjem Crnču i njegova nadmorska visina je 1113 m. Uz sami vrh Varde bio je trgovački put sjeverno prema Tomislavgradu, a južno prema Dubrovniku. Uz put su bile i krčme, a jedna je bila i pri samom vrhu Varde. Iza Varde su nalazišta boksita na području Izbičnog i Crnačkog Gozda (Stazi-podno Bandurice). Jugoistočno od vrha Varde nalazi se tzv. vladina čatrnja, znači za upotrebu svim mještanima za napajanje stoke, a i za pranje rublja. Uz čatrnju vodi put prema Misiradi.